# Quand une femme monte l'escalier
Pour plus de détails, voir Fiche technique et Distribution.
Quand une femme monte l'escalier (女が階段を上る時, Onna ga kaidan wo agaru toki) est un film japonais de Mikio Naruse, sorti en 1960.
Il s'agit d'un des films majeurs de Naruse ayant été notamment inclus dans la liste des 200 meilleurs films japonais de tous les temps par le Kinema Junpo Critic.

## Synopsis
Keiko, hôtesse de bar qui doit nourrir sa famille, croit avoir trouvé l'amour en la personne d'un de ses clients.

## Fiche technique
- Titre : Quand une femme monte l'escalier
- Titre original : 女が階段を上る時 (Onna ga kaidan wo agaru toki?)
- Réalisation : Mikio Naruse
- Assistant réalisateur : Sakae Hirosawa (ja)
- Scénario : Ryūzō Kikushima
- Musique : Toshirō Mayuzumi
- Photographie : Masao Tamai (ja)
- Décors : Satoru Chūko (ja)
- Montage : Eiji Ōi
- Société de production : Tōhō
- Pays d'origine :  Japon
- Format : noir et blanc — 1,33:1 — 35 mm — son mono
- Genre : drame
- Durée : 127 minutes (métrage : huit bobines - 3 042 m[2])
- Dates de sortie :
  - Japon : 15 janvier 1960[2]
  - France : 21 décembre 2016[3]
- Classification : Tous publics[3]

## Distribution
- Hideko Takamine : Keiko Yashiro
- Masayuki Mori : Nobuhiko Fujisaki
- Reiko Dan : Junko Inchihashi
- Tatsuya Nakadai : Kenichi Komatsu
- Daisuke Katō : Matsukichi Sekine
- Ganjirō Nakamura : Goda
- Eitarō Ozawa : Minobe
- Keiko Awaji : Yuri
- Kyū Sazanka (ja)
- Noriko Sengoku
- Michino Yokoyama (ja) : Miyuki
- Yū Fujiki : Matsui, le mari de Miyuki